# 閘門

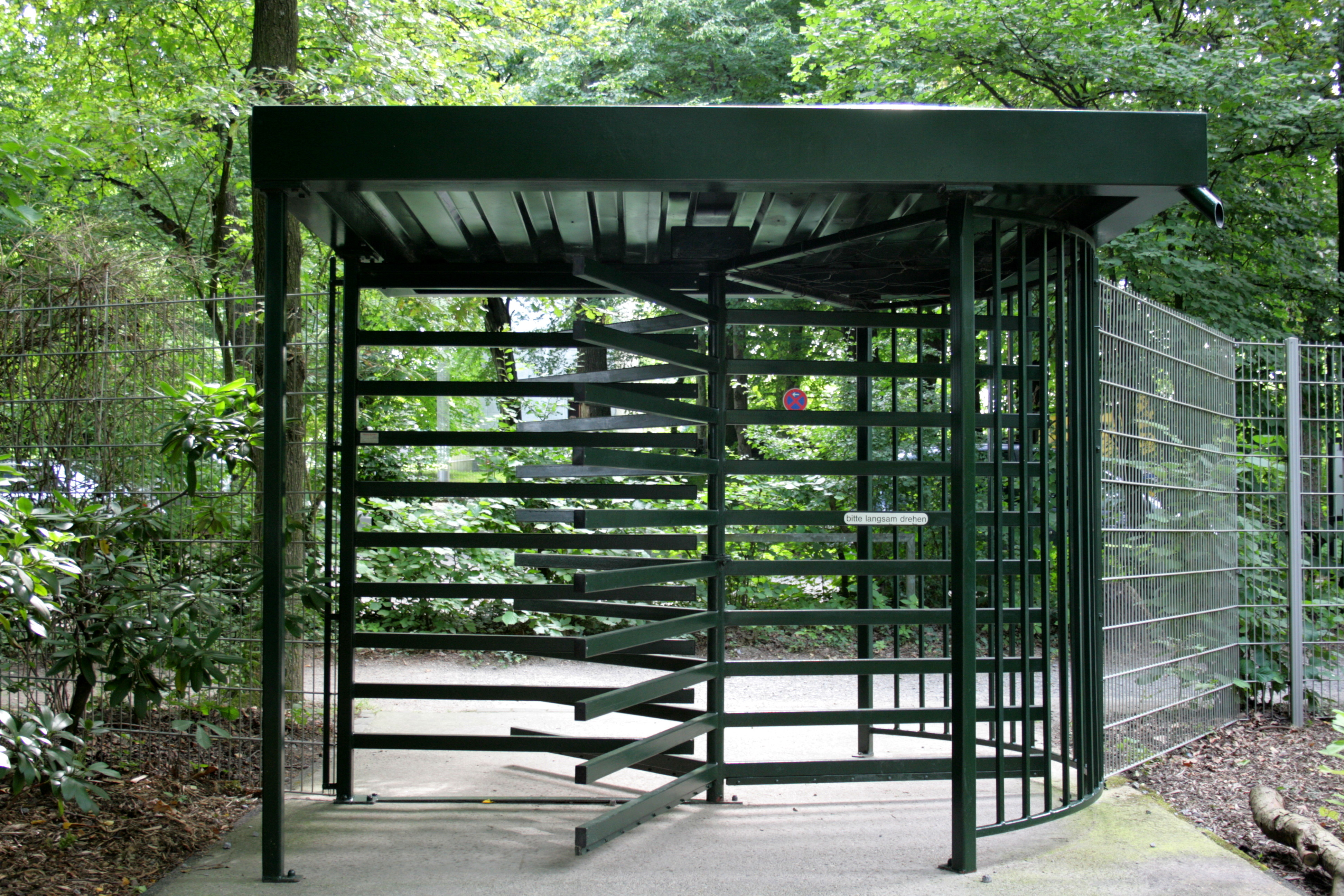
德國索林根動物園的旋轉式閘門。

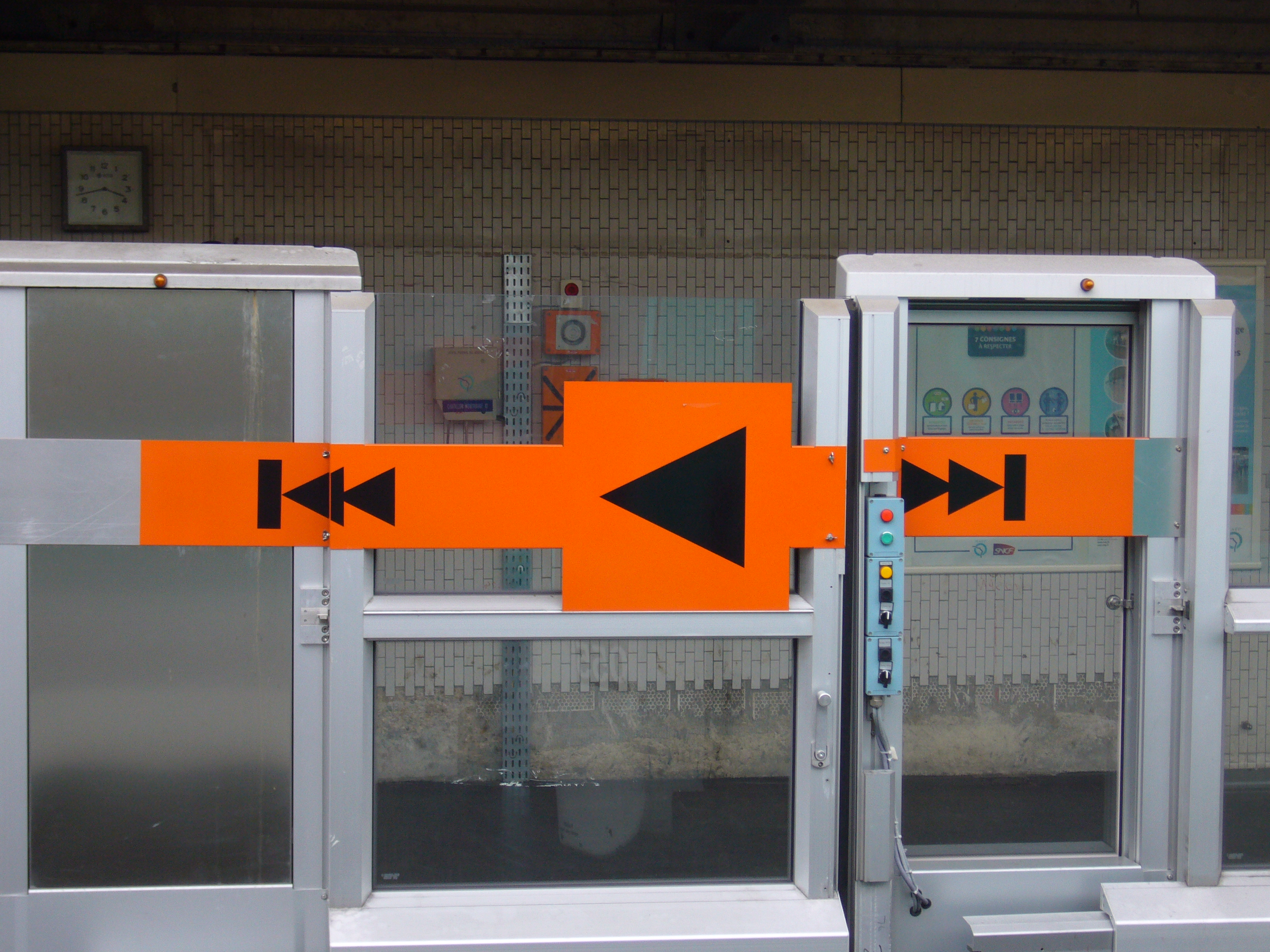
月台閘門也是閘門的一種。圖中所見為法國巴黎地鐵13號線上的沙蒂隆－蒙魯日車站（Châtillon - Montrouge）之月台閘門。

閘門是通道上的一道門、柵欄、人為路障、關閘或出入門口，控制人流、車輛、牲口的經過。閘門有選擇分類容許指定合資格人士通過，及阻止其他人物使用通道。為附合法規資格，通關者或需出示許可證、身份證明文件或付款。另外，閘門通常是用金屬製造的，以免被人或牲畜輕易破壞。

## 相關
- 驗票閘門
- 水閘
- 活門
- 城牆
- 潮水式人流管制